# Genadijus Mikšys
Genadijus Mikšys (* 16. Juli 1956 in Joniškis, Litauische SSR) ist ein litauischer Politiker, Bürgermeister von Šiauliai.

## Leben
Nach dem Abitur 1974 an der 1. Mittelschule Joniškis absolvierte er 1979 das Studium am Antanas Sniečkus-Politechnikinstitut Kaunas und wurde Ingenieur. Von 1979 bis 1990 arbeitete er in der Fahrradfabrik Šiauliai („Vairas“), von 2001 bis 2002 leitete er UAB „Naujoji šiluma“ als Direktor und von 2002 bis 2003 UAB „Rolvika“ (Direktor der Filiale Šiauliai). Von 2003 bis 2007 war er Verwaltungsdirektor und von 2007 bis 2011 Bürgermeister der Stadtgemeinde Šiauliai.

## Quelle
1. ↑  2011 m. Lietuvos savivaldybių tarybų rinkimai (Seite nicht mehr abrufbar, festgestellt im November 2022. Suche in Webarchiven)  Info: Der Link wurde automatisch als defekt markiert. Bitte prüfe den Link gemäß Anleitung und entferne dann diesen Hinweis.

| Personendaten    | Personendaten                           |
| ---------------- | --------------------------------------- |
| NAME             | Mikšys, Genadijus                       |
| KURZBESCHREIBUNG | litauischer Politiker und Bürgermeister |
| GEBURTSDATUM     | 16. Juli 1956                           |
| GEBURTSORT       | Joniškis, Litauische SSR                |